# Митфорд, Юнити
Ю́нити Вальки́рия Ми́тфорд (англ. Unity Valkyrie Mitford; 8 августа 1914, Лондон — 28 мая 1948, Обан) — дочь британского аристократа Фримен-Митфорда, сторонница идей национал-социализма, поклонница и возможная любовница Адольфа Гитлера.

## Семья
Юнити Валкири Митфорд родилась 8 августа 1914 года в Лондоне. Была одной из шести дочерей Давида Бертрама Огилви Фримена-Митфорда, 2-го барона Редесдейла. Мать, Сидни Боулз, была двоюродной сестрой Клементины Черчилль, жены Уинстона Черчилля. У Юнити было пять сестер: Нэнси (1904—1973), Памела (1907—1994), Диана (1910—2003), Джессика (1917—1996) и Дебора (1920—2014), а также брат Томас (1909—1945).
В семье не придерживались традиционного британского воспитания: дети не учились в школе, а получали домашнее образование, живя в усадьбе Астхолл графства Оксфордшир.
Однако дети Давида Митфорда развивались по-разному. Юнити и её старшая сестра Диана были последовательницами нацистских идей. Диана вышла замуж за британского фашистского лидера сэра Освальда Мосли. Юнити делила спальню со своей младшей сестрой Джессикой, которая выступала сторонницей идей коммунизма, участвовала в гражданской войне в Испании на стороне республиканцев. Поэтому через всю комнату пролегала черта, проведённая мелом: одна половина была украшена серпами и молотами, фотографиями Владимира Ленина, а другая — свастиками и рисунками Адольфа Гитлера. Самая старшая сестра, Нэнси, стала известной писательницей в Англии. Самая младшая, Дебора, в браке стала герцогиней Девонширской. Брат Томас, изучая юриспруденцию в Берлине, с симпатией относился к немецким нацистам, затем поддерживал британских сторонников фашизма и, отказавшись воевать в Европе, был направлен в Бирму, где погиб в 36 лет.

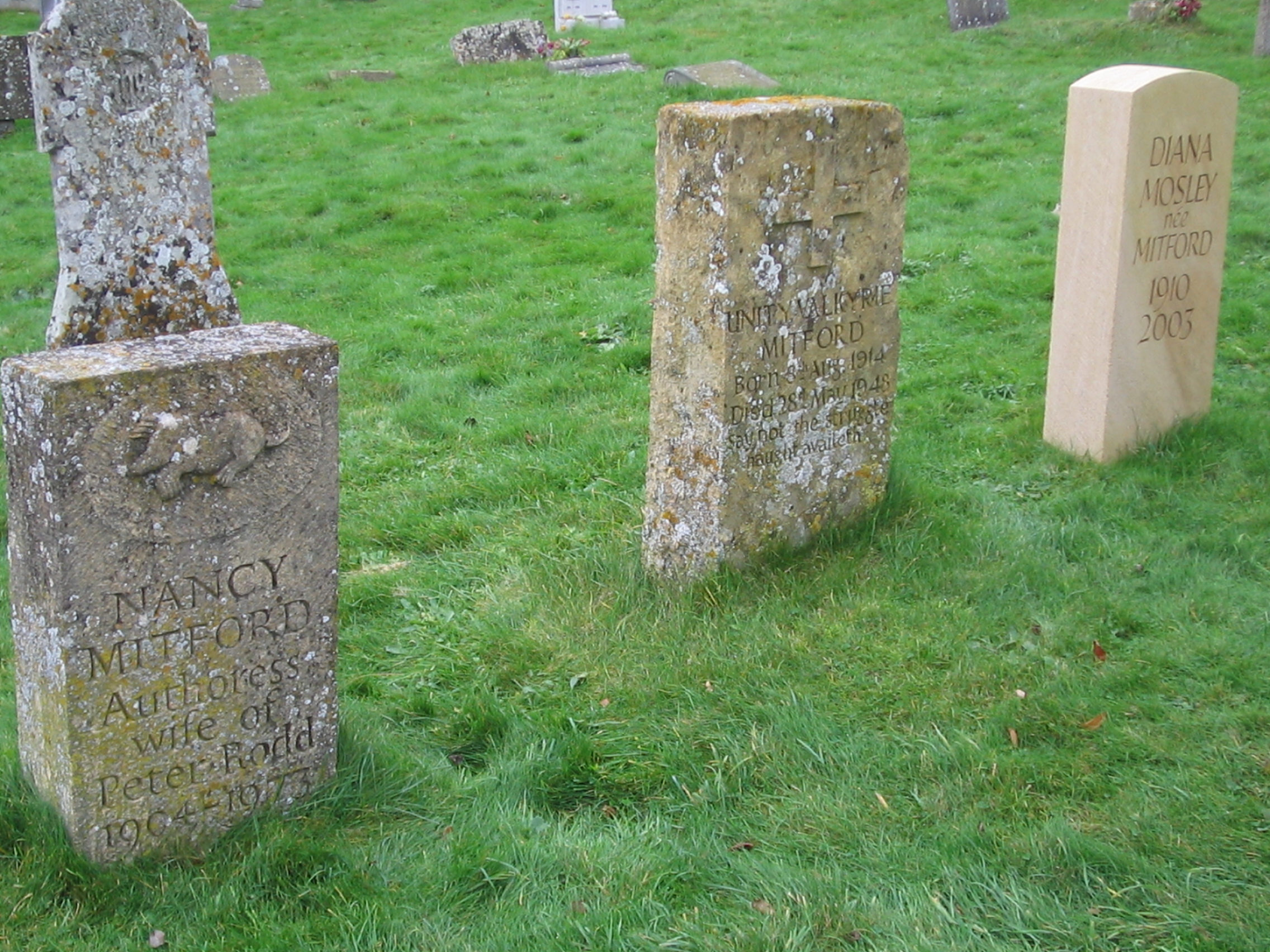
Могилы Нэнси, Юнити и Дианы

## Национал-социализм
Юнити Митфорд дебютировали в 1932 году. В том же году её старшая сестра Диана бросила своего мужа и завела связь с Освальдом Мосли, будущим вторым супругом, который только что основал Британский союз фашистов. Отец сестёр был в ярости и запретил членам семьи видеться и с Дианой, и с Мосли. Однако Юнити ослушалась и продолжала поддерживать связи с ними.

## В Германии
20 октября 1934 года Юнити прибыла в Мюнхен для обучения языку, но прежде всего она хотела встретиться с лидером НСДАП и рейхсканцлером Германии Адольфом Гитлером. По воспоминаниям Эрнста Ганфштенгля, первая попытка познакомить сестёр Юнити и Диану Митфорд с Гитлером во время нацистского съезда в Нюрнберге в 1933 году при его содействии не удалась: сёстры, по мнению окружения Гитлера, не соответствовали идеалам германской женственности. Ганфштенгль вспоминал, что впоследствии Геринг и Геббельс изобразили ужас при мысли о том, что Гитлеру будут представлены две такие «размалёванные шлюшки». Ева Браун в своём дневнике, напротив, с ревностью отметила, что статная Юнити Митфорд больше, чем она сама, соответствует вкусам фюрера. В конечном итоге Юнити удалось встретиться с Гитлером 9 февраля 1935 года в мюнхенском ресторане «Остерия Бавария» (нем. Osteria Bavaria), в котором Гитлер часто бывал. Впоследствии они стали очень близки. За время её пребывания в Германии встречались не менее ста раз. Некоторые исследователи склоняются к мнению, что Митфорд имела с фюрером интимную связь.
На эти отношения содержится намёк в повести Трумена Капоте «Завтрак у Тиффани» (1958), где один из персонажей — миллионер Резерфорд (Расти) Троулер — после четырёх разводов «перед войной, кажется, сватался к Юнити Митфорд; ходили слухи, что он послал ей телеграмму с предложением выйти замуж за него, если она не выйдет за Гитлера», из-за этого некоторые называли его нацистом.
3 сентября 1939 года после объявления англичанами войны Германии Юнити пришла в мюнхенский Английский сад, где пустила себе две пули в голову из пистолета, подаренного фюрером, но выжила. Её сестра Диана в 1999 году сказала в интервью, что Юнити испытывала шок от того, что будут воевать две страны, которые она очень любила. Гитлер часто навещал её в больнице и оплатил все её больничные счета. Их последняя встреча состоялась 8 ноября 1939 года; Юнити попросила, чтобы её отправили на родину, на что получила согласие.

## Возвращение
В 1940 году была перевезена тяжелобольной домой в Англию. Врачи решили, что слишком опасно удалять пулю из головы. Ми5 требовала взять Юнити под стражу, но отец добился, чтобы ей разрешили жить у родственников в Хиллмортоне, недалеко от Рагби. До 1943 года жила де-факто под домашним арестом в доме местного викария. Позднее переехала к матери в Обан, Шотландия. 28 мая 1948 года умерла от менингита, вызванного отёком головного мозга вокруг пули.